# کوسانچیچ (بوینیک)
کوسانچیچ (به صربی: Kosančić) یک منطقهٔ مسکونی در صربستان است که در بوینیک واقع شده‌است. کوسانچیچ ۴۱۶ نفر جمعیت دارد.